# Ignacy Izdebski
Ignacy Rudolf Izdebski h. Pomian, ps. „Igo” (ur. 11 lipca 1892 w Złoczowie, zm. 16 czerwca 1957 w Krakowie) – pułkownik dyplomowany piechoty Wojska Polskiego, doktor filozofii, działacz sportowy.

## Życiorys
Był synem Leona i Franciszki, z domu Warżały. W 1912 ukończył Gimnazjum im. Króla Jana Sobieskiego w Krakowie, w 1919 Wydział Prawa Uniwersytetu Jagiellońskiego, gdzie obronił pracę doktorską.

### Służba wojskowa i działalność zawodowa
W czasie I wojny światowej służył w Armii Austro-Węgier, w której otrzymał stopień porucznika. Z dniem 1 listopada 1918 roku został przyjęty do Wojska Polskiego z zatwierdzeniem posiadanego stopnia porucznika ze starszeństwem od dnia 1 stycznia 1917 roku, zaliczeniem do 1 Rezerwy armii oraz powołaniem do służby czynnej, do czasu demobilizacji. 19 lutego 1919 roku został przydzielony do Dowództwa Okręgu Generalnego Kraków na stanowisko referenta w Oddziale II Sztabu. W 1921 został powołany do Wyższej Szkoły Wojennej w Warszawie, w charakterze słuchacza Kursu Normalnego. 15 października 1923 roku, po ukończeniu kursu i otrzymaniu dyplomu naukowego oficera Sztabu Generalnego, został przydzielony do Dowództwa Okręgu Korpusu Nr V w Krakowie. Z dniem 1 grudnia 1924 został przeniesiony do 73 Pułku Piechoty w Katowicach na stanowisko dowódcy I batalionu. Z dniem 1 grudnia 1925 roku został przydzielony do 6 Dywizji Piechoty w Krakowie na stanowisko szefa sztabu. W kwietniu 1928 roku został przydzielony do Oddziału III Sztabu Generalnego w Warszawie na stanowisko szefa Wydziału Wyszkolenia. 2 grudnia 1930 roku został mianowany podpułkownikiem ze starszeństwem z 1 stycznia 1931 roku i 14. lokatą w korpusie oficerów piechoty. W październiku 1932 roku został przeniesiony do 64 Pułku Piechoty w Grudziądzu na stanowisko zastępcy dowódcy pułku. W listopadzie 1935 roku został mianowany dowódcą tego pułku. W lutym 1938 roku został przeniesiony do Generalnego Inspektoratu Sił Zbrojnych i przydzielony na stanowisko I oficera sztabu generała do prac przy Generalnym Inspektorze Sił Zbrojnych, gen. bryg. Władysława Bortnowskiego z siedzibą w Toruniu. Na stopień pułkownika został mianowany ze starszeństwem z 19 marca 1938 roku i 26. lokatą w korpusie oficerów piechoty. W tym samym roku, w czasie akcji zaolziańskiej, był szefem sztabu Samodzielnej Grupy Operacyjnej „Śląsk”. W marcu 1939 roku, po awansie Władysława Bortnowskiego na generała dywizji i mianowaniu go inspektorem armii, został I oficerem sztabu inspektora armii oraz szefem sztabu Armii „Pomorze”.
Na stanowisku szefa sztabu Armii „Pomorze” walczył w kampanii wrześniowej. 22 września 1939 roku, w czasie bitwy pod Bzurą, dostał się do niemieckiej niewoli. Przebywał w obozach jenieckich w II A Prenzlau, II A Neubrandenburg, II D Gross-Born (gdzie był starszym obozu) i X B Sandbostel. Po zakończeniu wojny przebywał początkowo w Niemczech, gdzie uczestniczył w opiece nad polskimi dipisami, następnie do maja 1946 był członkiem Polskiej Misji Repatriacyjnej w Niemczech. Następnie wrócił do Polski i został zdemobilizowany w stopniu pułkownika.
Po II wojnie światowej pracował jako radca prawny w Małopolskim Zjednoczeniu Przetworów Papierowych, dyrektor Krakowskich Zakładów Wyrobów Papierowych i pracownik Zarządu Budowy Pieców Przemysłowych w Nowej Hucie. Został pochowany na Cmentarzu wojskowym przy ul. Prandoty w Krakowie (kwatera 7 WOJ-wsch-4).

### Działalność sportowa
Od 1912 był członkiem Cracovii. Od stycznia 1926 do stycznia 1929 pełnił funkcję prezesa Krakowskiego Okręgowego Związku Piłki Nożnej. Od stycznia 1929 do stycznia 1933 był prezesem Ligi Piłki Nożnej i w związku z tą funkcją członkiem zarządu Polskiego Związku Piłki Nożnej.
W 1948 był kierownikiem sekcji piłkarskiej Cracovii, pełnił także funkcję prezesa Polskiego Związku Hokeja na Lodzie. W lutym 1949 został powołany w skład kapitanatu PZPZ – komisji selekcyjnej odpowiadającej za ustalenie składu reprezentacji Polski. W tej roli uczestniczył w wyborze składu w dziewięciu spotkaniach: z Rumunią (8.05.1949), Danią (19.06.1949), Węgrami (10.07.1949), Bułgarią (2.10.1949), Czechosłowacją (30.10.1949), Albanią (6.11.1949), Albanią (1.05.1950), Rumunią (14.05.1950) i Węgrami (4.06.1950). W latach 1952–1956 był sekretarzem Prezydium Sekcji Piłki Nożnej Wojewódzkiego Komitetu Kultury Fizycznej w Krakowie. W latach 1956–1957 był wiceprezesem Cracovii ds. sportowych, a także sekretarzem honorowym i kapitanem związkowym Krakowskiego Okręgowego Związku Piłki Nożnej.

## Ordery i odznaczenia
- Krzyż Oficerski Orderu Odrodzenia Polski (10 listopada 1938)[22]
- Krzyż Kawalerski Orderu Odrodzenia Polski (11 listopada 1936)[23]
- Krzyż Walecznych[24]
- Złoty Krzyż Zasługi (10 listopada 1928)[25][26]
- Medal Niepodległości (23 grudnia 1933)[27]
- Krzyż Kawalerski Orderu Orła Białego (Jugosławia, 1929)[28]